# Nunsena
Nunsena ist ein osttimoresischer Ort im Suco Bocolelo (Verwaltungsamt Laulara, Gemeinde Aileu).

## Geographie und Einrichtungen
Das Zentrum von Nunsena liegt im Norden der Aldeia Mauberhatan, auf einer Meereshöhe von 435 m. Es wird von einer Straße durchquert, die von der Landeshauptstadt Dili im Norden nach Süden zur Überlandstraße zur Gemeindehauptstadt Aileu führt. An ihr liegen die Häuser Nunsenas verstreut bis zum Nachbarweiler Bahonuk Foun. Die Grenze zwischen den beiden Siedlungen markiert die Brücke von Nunsena. Nördlich liegen die beiden Siedlungszentren der Aldeia Kuncin.